# Операция «Полное разоблачение»

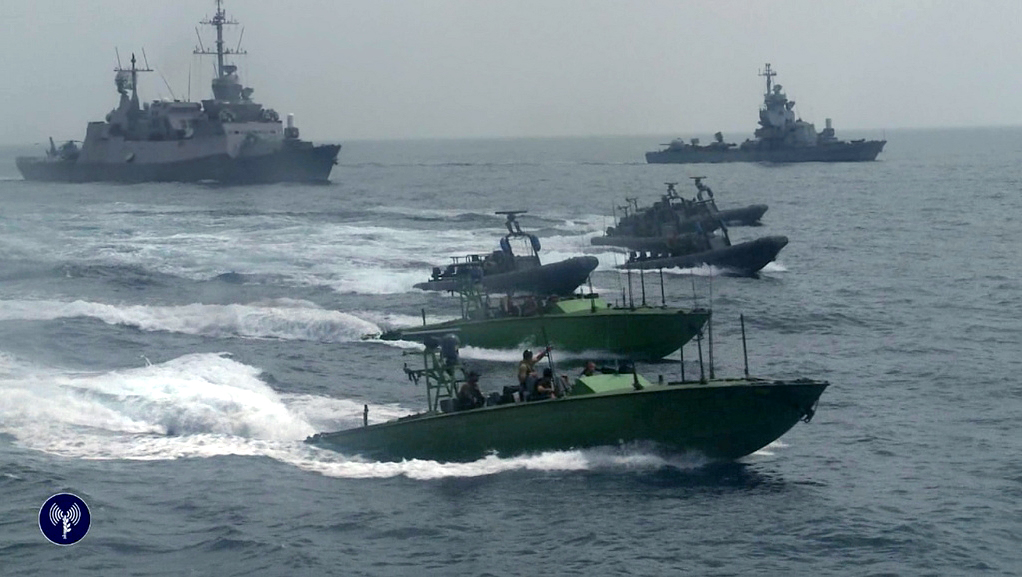
Силы ВМС Израиля перед захватом судна

Опера́ция «По́лное разоблаче́ние» (ивр. מבצע חשיפה מלאה‎) — морская операция Армии обороны Израиля, проведённая 5 марта 2014 года в Красном море, по захвату торгового судна Klos C, шедшего с грузом оружия из Ирана в Судан.

## Операция

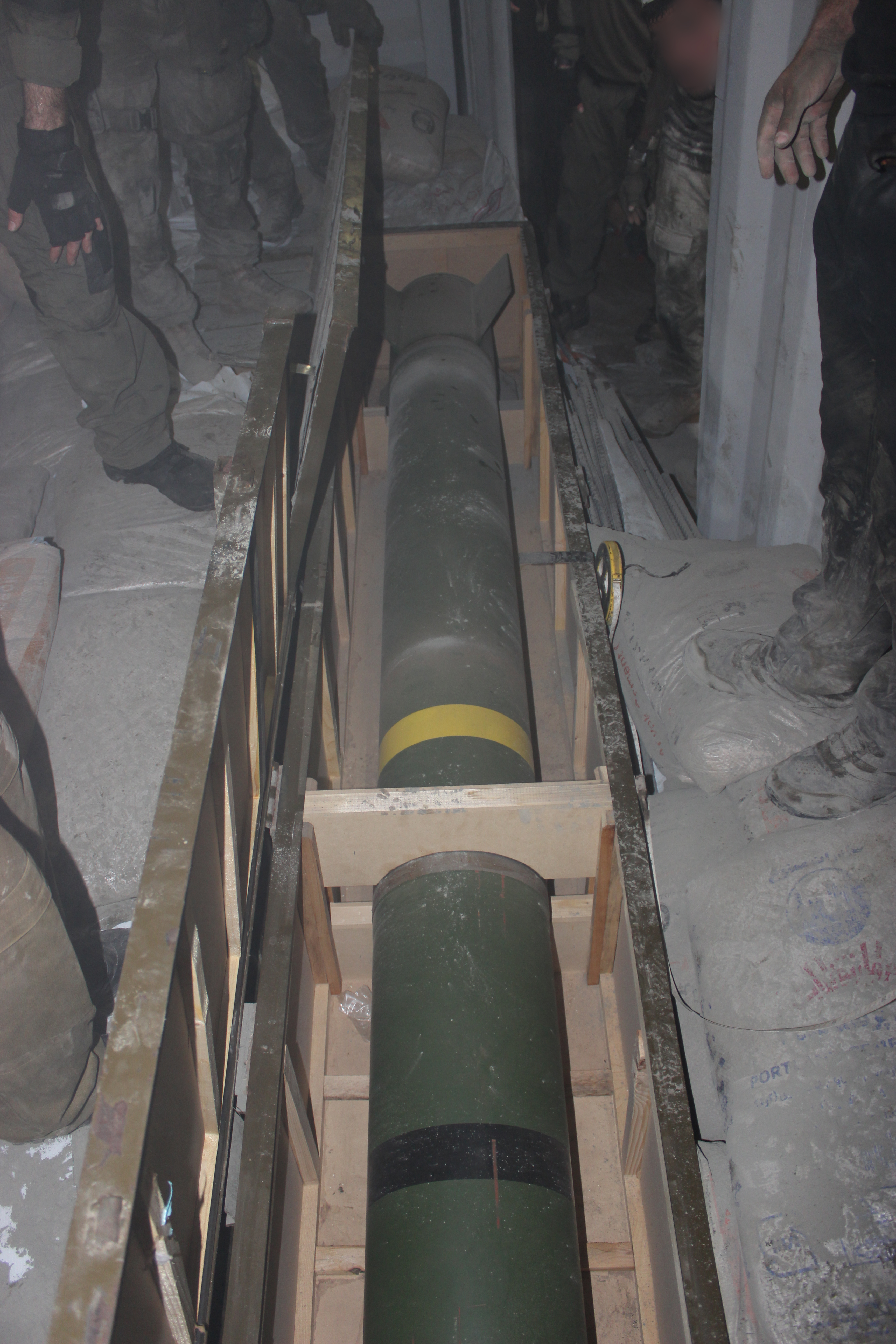
Одна из ракет M-302, обнаруженных на судне Klos C

25 февраля 2014 года торговое судно Klos C, шедшее под панамским флагом, вышло из порта Бендер-Аббас в Иране, после чего произвело остановку для дальнейшей загрузки в иракском порту Умм-Каср и направилось в суданский Порт-Судан. На борту судна находился груз оружия, который в соответствии с заявлением пресс-службы Армии обороны Израиля был ранее доставлен в Иран из Сирии и предназначался для дальнейшей переправки в сектор Газа.
Ход судна отслеживался израильскими разведслужбами с момента выхода судна из Ирана. Накануне приближения судна к территориальным водам Судана захват судна был санкционирован премьер-министром Израиля Биньямином Нетаньяху по рекомендации Начальника Генштаба, генерал-лейтенанта Бени Ганца, и министра обороны Моше (Боги) Яалона.
В операции по захвату судна приняли участие силы спецподразделения ВМС Израиля «Шайетет 13» при поддержке сил 3-й флотилии ракетных катеров, включая корвет «Ханит» и ракетный катер «Хец», 193-й эскадрильи вертолётов «Eurocopter AS565 Panther» и дополнительных сил и под командованием Командующего ВМС, вице-адмирала Рама Ротберга, разместившегося на командном посту корвета «Ханит». Из штаба на базе «Кирья» в Тель-Авиве за ходом операции наблюдал Начальник Генштаба Ганц.
Судно Klos C было захвачено в нейтральных водах близ морской границы Судана и Эритреи около 5:30 утра 5 марта 2014 года. На борту судна был обнаружен скрытый под мешками с цементом груз, направленный на разгрузку в Эйлатский порт: 40 ракет M-302 сирийского производства, способных поражать цели на расстоянии 160 километров, 181 122-мм миномётная мина и около 400 тысяч патронов калибра 7,62.
В соответствии с просочившимися в средства массовой информации данными, представленными Министерством обороны Израиля в ходе обсуждения оборонного бюджета, расходы на операцию и её дальнейшее освещение составили 33 миллиона шекелей (около 10 миллионов долларов США).

## Реакции
Представитель организации «Хамас», находящейся у власти в секторе Газа, выступил с опровержением заявления Израиля о предназначения груза оружия в сектор Газа, назвав израильские заявления «глупой шуткой».
Министр иностранных дел Ирана, Мохаммад Джавад Зариф, осмеял заявление о причастности Ирана к грузу оружия в своём твиттер-аккаунте, назвав «поразительным совпадением» захват судна накануне посвящённого «антииранской кампании» ежегодного съезда Американо-израильского комитета по общественным связям.

## Назначение груза оружия
В соответствии с официальными заявлениями представителей Армии обороны Израиля груз оружия на борту Klos C предназначался палестинским боевикам в секторе Газа. При этом некоторые аналитики разведки США высказали предположение о предназначении груза боевым организациям на Синайском полуострове, подчёркивая сложность предполагаемого перевоза ракет с берегов Красного моря в сектор Газа и объясняя израильские заявления желанием избежать компрометирующего египетские власти упоминания террористической деятельности в Синае.
Однако в журналистском расследовании военного корреспондента израильского веб-портала «Walla!» Амира Бухбута о морской контрабанде вооружений утверждалось, что поставка вооружений из Йемена в Судан является стандартным звеном поставки иранских вооружений в сектор Газа.

## Комиссия ООН
27 июня 2014 года стали известны выводы специальной комиссии экспертов ООН. Комиссия подтвердила, что ракеты и другие виды оружия, изъятые с судна Klos C, следовавшего в Судан, действительно имеют иранское происхождение. Изучив документацию к грузу и осмотрев сам груз, эксперты пришли к выводу, что «в этом случае почерк утаивания данных о грузе совпадает с рядом других подобных случаев, доведенных до сведения комиссии Совета Безопасности по санкциям против Ирана». Эксперты обнаружили официальные пломбы иранских таможенных органов на контейнерах, в которых было найдено оружие, что «обосновывает иранское происхождение этих контейнеров». «Группа пришла к выводу, что партия оружия и сопутствующего оборудования, найденная на борту Klos C, является нарушением обязательств Ирана в соответствии с пунктом 5 резолюции № 1747», — считают эксперты, ссылаясь на эмбарго на поставки оружия Тегераном.

## Судно Klos C
Грузовое судно Klos C, номер ИМО 8918710, было построено в 1996 году на Северной верфи в Санкт-Петербурге, Россия, и спущено на воду под именем Otztal. В 2012 оно было зарегистрировано под флагом Нидерландов и переименовано в Klostertal, а в 2013 году — зарегистрировано под панамским флагом и переименовано в Klos C. Брутто регистровый тоннаж судна составлял 5 622 тонн, дедвейт — 6 985 тонн, длина — 109 м, ширина — 18 м, двигатель — B&W 6L35MC мощностью 3 360 кВт. Владельцем и оператором судна была компания Whitesea Shipping & Trading Company Limited с Маршалловых Островов. Вскоре после операции «Полное разоблачение» судно было переименовано в Madra, а в 2014 году списано на утилизацию.